# New Orleans Saints 1969
La stagione 1969 dei New Orleans Saints è stata la terza della franchigia nella National Football League. Guidata ancora da Tom Fears la squadra terminò con 5 vittorie e 9 sconfitte, al terzo posto della propria division. Tom Dempsey guidò la squadra in punti segnati, venendo convocato per il Pro Bowl.

## Roster
| Roster dei New Orleans Saints nel 1968 |
| --- |
| Quarterback - 17 Billy Kilmer - 14 Edd Hargett - 11 Jim Ninowski Running Back - 38 Tony Baker - 32 Tom Barrington - 48 Andy Livingston - 34 Tony Lorick FB - 28 Don Shy Wide Receiver - 46 Danny Abramowicz - 25 Al Dodd - 85 Ray Poage Tight End - 84 Jim Hester - 83 Dave Parks Offensive Linemen - 50 Jake Kupp G - 70 Errol Linden T - 67 John Shinners G - 73 Jerry Sturm C - 72 Don Talbert T - 61 Del Williams G Defensive Linemen - 81 Doug Atkins DE - 86 Daniel Colchico DE - 89 Dave Long DE - 87 Richard Neal DE - 75 Mike Rengel DT - 76 Dave Rowe DT - 74 Mike Tilleman DT Linebacker - 53 Dick Absher - 82 Johnny Brewer - 35 Ted Davis - 57 Mike Morgan - 51 Bill Saul Defensive Back - 29 Gene Howard CB - 24 Elijah Nevett CB - 33 Steve Preece S - 27 Bobby Thompson S - 21 Carl Ward - 23 Dave Whitsell S Special Team - 44 Ollie Cordill P - 19 Tom Dempsey K |
| Legenda - I rookie sono in corsivo. - Il primo ruolo è il principale mentre gli eventuali successivi indicano i ruoli secondari. - (IR) sta per Injured Reserve ed indica la lista ristretta per un solo giocatore infortunato che può tornare ad allenarsi dopo la settimana 6 e a rientrare in prima squadra dopo che questa ha giocato 8 partite. - (NF-Inj.) / (NF-Ill.) stanno rispettivamente per Non-Football Injured e Non-Football Illness ed indicano le liste dove viene inserito un giocatore che ha un infortunio o una malattia non dipendente dal football americano. - (PUP) sta per Physically Unable to Perform ed indica la lista dove viene inserito un giocatore mentre è in attesa di recuperare la condizione fisica. Nella stagione regolare dopo la sesta partita giocata dalla propria squadra, il giocatore ha tempo tre settimane per riprendere ad allenarsi, più tre settimane aggiuntive dal suo rientro agli allenamenti per rientrare in prima squadra. |

## Calendario
| Stagione regolare |                        |           |
| Turno             | Avversario             | Risultato |
| 1                 | Washington Redskins    | S 26–20   |
| 2                 | Dallas Cowboys         | S 21–17   |
| 3                 | at Los Angeles Rams    | S 36–17   |
| 4                 | Cleveland Browns       | S 27–17   |
| 5                 | Baltimore Colts        | S 30–10   |
| 6                 | at Philadelphia Eagles | S13–10    |
| 7                 | at St. Louis Cardinals | V 51–42   |
| 8                 | at Dallas Cowboys      | S 33–17   |
| 9                 | at New York Giants     | V 25–24   |
| 10                | San Francisco 49ers    | V 43–38   |
| 11                | Philadelphia Eagles    | V 26–17   |
| 12                | at Atlanta Falcons     | S 45–17   |
| 13                | at Washington Redskins | S 17–14   |
| 14                | Pittsburgh Steelers    | V 27–24   |

Nota: gli avversari della propria division sono in grassetto

## Classifiche
| NFL Century         |    |   |   |      |       |       |     |     |     |
|                     | V  | S | P | %    | DIV   | CONF  | PF  | PS  | STR |
| Dallas Cowboys      | 11 | 2 | 1 | .846 | 6–0   | 9–1   | 369 | 223 | V3  |
| Washington Redskins | 7  | 5 | 2 | .583 | 3–2–1 | 6–3–1 | 307 | 319 | S1  |
| New Orleans Saints  | 5  | 9 | 0 | .357 | 1–5   | 4–6   | 311 | 393 | V1  |
| Philadelphia Eagles | 4  | 9 | 1 | .308 | 1–4–1 | 4–5–1 | 279 | 377 | S4  |

Nota: I pareggi non venivano conteggiati ai fini della classifica fino al 1972.